# دوین لوگان
دوین لوگان (انگلیسی: Devin Logan؛ زادهٔ february ۱۷, ۱۹۹۳ (۳۲ سال)) ورزشکار اسکی نمایشی اهل ایالات متحده آمریکا است.
وی در مسابقات کشوری و بین‌المللی در مجموع برندهٔ ۲ مدال نقره شده‌است.